# Argomentazione
L'argomentazione, o teoria dell'argomentazione, consiste nello studio interdisciplinare di come le conclusioni possono essere sostenute o determinate dalle premesse attraverso il ragionamento. Traendo la propria origine dalla logica, dalla dialettica e dalla retorica, la teoria dell'argomentazione include le arti e le scienze del dibattito civile, del dialogo, della conversazione e della persuasione. Essa studia le regole di inferenza, la logica e le regole procedurali sia in ambienti artificiali che nel mondo reale.
L'argomentazione comprende varie forme di dialogo come la deliberazione e la negoziazione che riguardano procedure decisionali collaborative. Comprende anche il dialogo eristico, il ramo del dibattito sociale in cui la vittoria su un avversario è l'obiettivo primario, e il dialogo didattico utilizzato per l'insegnamento. Questa disciplina studia anche i mezzi con cui le persone possono esprimere e risolvere razionalmente o almeno gestire i loro disaccordi.
L'argomentazione è un fatto quotidiano, che caratterizza il dibattito pubblico, la scienza ed il diritto. In riferimento a quest'ultimo campo di sapere, l'argomentazione è utilizzata dal giudice, delle parti e del pubblico ministero, nel presentare e testare la validità delle rispettive tesi.
L'argomentazione è un ragionamento situato. È un ragionamento nel senso che consiste nell'inferire, da enunciati che fanno da premessa, un enunciato che costituisce una conclusione, facendo spesso uso di procedimenti logici. È situato perché si argomenta solo entro un determinato contesto, costituito da interlocutori, saperi, premesse esplicite o implicite, credenze accettate o comunque riconosciute.
A differenza di quanto avviene nella logica formale, nel ragionamento argomentativo le premesse non sono necessariamente vere. Sono solo assunte come vere da chi sviluppa il ragionamento e/o da chi lo ascolta e lo valuta. Il valore di verità di quanto è affermato nelle premesse dipende dal livello di credenza sia di chi enuncia che di chi ascolta e valuta l'argomentazione.

## Argomentazione e dimostrazione
Dicendo "ogni A è B, ogni B è C, x è un A, allora x è un C" si è sviluppato un ragionamento dimostrativo. Non si è argomentato: si è ragionato senza contesto, senza una semantica riferita ad un mondo reale, usando la capacità di condurre inferenze, codificata dalla logica attraverso schemi e regole consolidati. Se invece si afferma: "Aldo è amico di Barbara, Barbara è amica di Carlo, allora Aldo è amico di Carlo" si articola un ragionamento formalmente simile, ma sostanzialmente diverso. Questo ragionamento, propriamente un'argomentazione, si sviluppa assumendo la premessa generale che "gli amici degli amici sono amici tra loro". Tale premessa non vale sempre, né per lo più. Argomentare significa quindi ragionare in un contesto probabile e non certo, partendo da premesse accettate ma non necessariamente vere, rivolgendosi ad interlocutori situati, cioè portatori di credenze, principi, assunti che possono divergere dai propri e da quelli di altri interlocutori. Anche per questo alcuni studiosi utilizzano il termine "logica informale" per designare l'argomentazione. Si può riassumere la differenza tra ragionamento dimostrativo e ragionamento argomentativo seguendo lo schema seguente:
| Dimostrazione                                                 | Argomentazione                                                                                        |
| ------------------------------------------------------------- | --- |
| Impersonale                                                   | Personale                                                                                             |
| Indipendente dal tempo e dallo spazio                         | Dipendente dal tempo e dallo spazio                                                                   |
| Situata nel tempo e nello spazio                              | Vincolata al qui ed ora                                                                               |
| Valida sempre e per tutti                                     | Valida nella situazione in cui è proposta                                                             |
| Incontrovertibile                                             | Sempre rivedibile                                                                                     |
| Superfluità di un'ulteriore dimostrazione                     | Opportunità dell'accumulo                                                                             |
| Fondata su assiomi                                            | Fondata su opinioni presupposizioni, precedenti                                                       |
| Vale il principio del terzo escluso                           | Non vale il principio del terzo escluso                                                               |
| Carattere di verità logica, valida sempre e ovunque           | Carattere valutativo, tipico della giustificazione della ragionevolezza di una scelta                 |
| Evidenza e necessità                                          | Verosimiglianza, plausibilità, probabilità                                                            |
| Brevità e semplicità                                          | Ampiezza e ornamento                                                                                  |
| Usa un linguaggio che può essere anche artificiale, simbolico | Usa un linguaggio naturale                                                                            |
| Indifferente rispetto al destinatario                         | Postula un uditorio determinato                                                                       |
| Non negoziabilità                                             | Negoziabilità delle conclusioni                                                                       |
| Implica la possibilità di un calcolo, anche meccanico         | Implica comunicazione, dialogo, discussione, controversia                                             |
| Esclude la possibilità di accrescimento dell'adesione         | Ammette gradi di adesione diversa                                                                     |
| Definitiva e ultimativa                                       | Comporta decisioni modificabili, in caso di intervento di nuovi fattori o mutamenti nelle valutazioni |
| Giudicata in base a criteri di validità e correttezza         | Giudicata in base a criteri di rilevanza, di forza o debolezza                                        |
| Teoricamente autosufficiente                                  | Mira all'adesione; volta all'azione, immediata o eventuale                                            |

(adattamento di A.Cattani, Forme dell'argomentare. Il ragionamento tra logica e retorica, Padova, GB edizioni 1990, pp. 22–23).

## Argomentazione e incertezza
Argomentare significa ragionare in un contesto di incertezza. Come scrissero Chaim Perelman e Lucie Olbrechts-Tyteca nel 1958, in un testo che rilanciò lo studio dell'argomentazione nel Novecento, è grande l'importanza che continua ad assumere il verosimile e il probabile nel determinare le nostre scelte:
sebbene nessuno possa negare che la capacità di deliberare e argomentare sia un segno distintivo dell'essere ragionevole, lo studio dei mezzi di prova utilizzati per ottenere l'adesione è stato completamente trascurato, negli ultimi tre secoli, dai logici e dai teorici della conoscenza. Ciò si deve a quanto vi è di non costrittivo negli argomenti sviluppati a sostegno d'una tesi. La natura stessa dell'argomentazione e della deliberazione s'oppone alla necessità e all'evidenza, perché non si delibera dove la soluzione è necessaria, né si argomenta contro l'evidenza. Il campo dell'argomentazione è quello del verosimile, del probabile, nella misura in cui quest'ultimo sfugge alle certezze del calcolo.

## Argomentazione e sistema di credenze
Ogni pratica argomentativa si svolge “in funzione di un uditorio”, producendo effetti di credenza e di persuasione in un pubblico o in un interlocutore.
Mentre un sistema deduttivo si presenta come isolato da ogni contesto, un'argomentazione è necessariamente situata. Per essere efficace, essa esige un contatto fra soggetti. Bisogna che l'oratore (colui che presenta l'argomentazione oralmente o per scritto) intenda esercitare mediante il suo discorso un'azione sull'uditorio, cioè sull'insieme di coloro che egli si propone d'influenzare.
Il carattere situato dell'argomentazione impone, dunque, una presa in carico del corpo di credenze e di conoscenze che l'uditorio, o l'interlocutore, condivide.
()
Conoscere implica credere e argomentare, e argomentare implica anche proteggere criticamente certe premesse per discuterne altre. Si evidenzia così, in questa sintesi toulmaniana, il valore delle premesse assunte e, tra queste, dei luoghi comuni accettati. Essi solitamente vengono oscurati, a riprova del valore che assumono le premesse da cui partiamo nel nostro ragionare argomentativo.

## Argomentazione e filosofia
Argomentare non è solo una procedura razionale per stabilire delle conclusioni in contesti di incertezza, per persuadere razionalmente un uditorio e stabilire un consenso in presenza di posizioni diverse. L'argomentare è il modo stesso con cui agisce la filosofia.
La filosofia, infatti, è discussione razionale sui fondamentali. Siano essi principi etici, strutture ontologiche, valori politici, condizioni di pensabilità, la filosofia riflette su tali fondamentali cercando di coglierne le implicazioni e le relazioni, immaginando mondi in cui essi agiscono e criticando mondi e modi in cui vengono disattesi.
Da Platone in poi per lungo tempo si chiamerà "dialettica" l'esercizio del ragionare argomentativo sui fondamentali. Secondo Platone solo la filosofia svolge questa attività. Le discipline "scientifiche", come diremmo oggi, accettano i principi da cui esse partono senza discuterli; così facendo, per Platone,
nello studio dell'essere procedono come sognando e … non riescono a scorgerlo con perfetta lucidità finché lasciano immobili le ipotesi di cui si servono, essendo incapaci di renderne ragione. Chi accetta come principio una cosa che ignora e se ne vale per intessere conclusioni e passaggi intermedi, cosa potrà mai fare per trasformare una simile convenzione in scienza? – Nulla, rispose. – Ebbene, dissi io, il metodo dialettico è il solo a procedere per questa via, eliminando le ipotesi, verso il principio stesso, per confermare le proprie conclusioni; e pian piano trae e guida in alto l'occhio dell'anima.
Aristotele non fa che precisare e articolare meglio questa intuizione platonica. Per lo Stagirita scopo della dialettica è mettere alla prova una tesi, conoscere e saggiare le opinioni degli uomini e, infine, come in Platone, saggiare il valore epistemologico dei principi da cui parte ogni scienza. Scrive infatti Aristotele nei Topici:
(Lo studio della dialettica) è utile altresì rispetto agli elementi primi riguardanti ciascuna scienza. Partendo infatti dai principi propri della scienza in esame, è impossibile dire alcunché intorno ai principi stessi, poiché essi sono i primi tra tutti gli elementi, ed è così necessario penetrarli attraverso gli elementi fondati sull'opinione (éndoxa), che riguardano ciascun oggetto. Questa peraltro è l'attività propria della dialettica, o comunque quella che più le si addice: essendo infatti impiegata nell'indagine, essa indirizza verso i principi di tutte le scienze.
Aristotelicamente definita, la dialettica è cruciale per saggiare la tenuta dei principi primi di ogni scienza: ma non è una scienza, poiché procede per interrogazioni e si serve di premesse concesse dall'avversario, senza la garanzia che esse siano vere e adeguate per una dimostrazione. Aristotele ribadisce anche un altro aspetto dell'argomentare, una sorta di sua "doppia natura". La dialettica si riferisce anche
agli elementi che appaiono accettabili a tutti, oppure alla grande maggioranza, oppure ai sapienti, e tra questi o a tutti, o alla grande maggioranza, o a quelli oltremodo noti e illustri..
Così, se ben condotte, usano la stessa strategia tanto la discussione razionale sui principi, propria della filosofia, quanto la discussione ordinaria su argomenti di interesse limitato.

## Argomentazione e scienza
Verso la fine degli anni cinquanta del secolo scorso anche la riflessione sulla scienza ha attraversato una fase di profonda revisione. Esauritasi la spinta di matrice neopositivista, appare in difficoltà il modello che cerca un metodo nella scienza. La riflessione di Quine sulla circolarità tra analitico e sintetico (I due dogmi dell'empirismo, 1951), il libro di Hanson sulla teoreticità dell'osservazione (I modelli della scoperta scientifica, 1958), ma soprattutto La struttura delle rivoluzioni scientifiche di Kuhn (1962 -1970), aprono la strada ad una prospettiva diversa. Centrale è la nozione di paradigma. Costituito dalle nozioni di base con cui si articola una scienza, esso consiste in una visione del mondo, storicamente determinata e condivisa da una comunità di scienziati, in grado di fissare la lista dei problemi verso cui indirizzare la ricerca, di fornire le tecniche e le strategie di base per la soluzione di tali problemi, di determinare le procedure di verifica sperimentale e di impostare la formazione dei futuri scienziati. Fare scienza è riprodurre il paradigma, mostrare che funziona, normalizzare i problemi risolvendoli al suo interno.
Ma certe anomalie non si risolvono, anzi crescono. È in questa fase che nascono discussioni e rotture tra sostenitori di diverse teorie, alcune interne al paradigma, altre esterne, e da questo travaglio prima o poi emerge un corpus teorico che si candida a sostituirsi al paradigma precedente, determinandone uno nuovo. È accaduto così nel passaggio dalla fisica aristotelica a quella galileiana, dal sistema tolemaico a quello copernicano, dalla teoria del flogisto alla chimica di Lavoisier, dalla fisica classica alla fisica moderna.
Qui nasce il ricorso all'argomentazione. Non solo nella filosofia ma anche nella scienza il cambiamento paradigmatico richiede il ricorso al ragionamento argomentativo. Solo così è possibile sospendere i principi e immaginarne di diversi.
Sondare le conseguenze di queste intuizioni, valutarne la portata, calcolarne i rischi e le possibilità, giustificare ciò che ne deriva: così gli scienziati argomentano nei passaggi paradigmatici. Lo hanno fatto Galileo contro i suoi avversari aristotelici, Newton per giustificare la forza di attrazione gravitazionale, Darwin nei confronti del fissismo e del creazionismo biologico… Ogni significativa variazione paradigmatica, entro una data disciplina scientifica, è consistita nel ricorso all'argomentare sui fondamentali di quella disciplina, mostrando che potevano cambiare generando nuove prospettive di ricerca, o producendo delle sintesi insospettabili.

## Teorie dell'argomentazione
Durante la lunga stagione della retorica antica e medievale, lo studio dell'argomentazione è stato parte integrante della formazione culturale superiore. Nel trivio (grammatica, retorica e dialettica) introdotto da Capella nel IV secolo e poi stabilizzato con Boezio e Isidoro di Siviglia nel VI secolo) le artes sermocinales richiedevano una conoscenza non solo linguistica ma retorica e logica, una capacità di analisi dei problemi e una tecnica di svolgimento della disputa filosofica (la quaestio) in cui la strategia argomentativa era parte decisiva.
Per molte ragioni il periodo moderno espunge la dialettica dal campo di formazione del buon pensatore, riducendo sempre più la grammatica a logica, almeno a partire dalla Logica di Port-Royal. La svolta cartesiana della filosofia moderna non fa che accentuare questa cattiva fama della dialettica e della retorica, ormai accomunata da un unico destino di vaghezza e oscura incertezza conoscitiva, per lasciare il campo alla scienza e in particolare al metodo analitico e dimostrativo proprio delle discipline matematiche.
L'interesse moderno per l'argomentazione rinasce con il lavoro di C. Perelman e L. Olbrechts-Tyteca, che recupera in chiave moderna gran parte della tradizione argomentativa classica. A questo approccio si affianca la teoria degli argomenti di Toulmin, volta a ricostruire lo schema di giustificazione di una tesi.
Anche gli studi di Grice rientrano in questa ripresa di interesse, affiancata da quella che nel mondo anglosassone si chiama Informal Logic, rappresentata da Blair e Johnson, Groarke, Woods e Gilbert. Vanno ricordati gli studi di logica dialogica di Lorenzen, quelli di dialettica, in particolare riferita alle fallacie, di Hamblin, la logica interrogativa di Hintikka e la logica conversazionale di Grice. Un forte impulso allo studio moderno dell'argomentazione viene dalla pragma-dialettica di van Eemeren e Grootendorst e dalla pragmatica normativa di Habermas e Apel.

## Tipologia dell'argomentazione: luoghi, argomenti e fallacie
Una lunghissima tradizione, che parte dalla Grecia antica e arriva fino a noi, ci ha consegnato una straordinaria competenza argomentativa (o dialettica, se si preferisce), tuttavia non esiste una codificazione precisa degli strumenti di cui si serve il ragionamento argomentativo.
A questo si dedica la teoria dell'argomentazione, intesa come studio, comparazione e approfondimento del valore, delle modalità e dei contesti di applicazione del ragionamento argomentativo.
Una proposta consiste nel legare in un'unica tipologia le premesse (i luoghi), gli argomenti e le fallacie, cercando di ricondurre ad un sistema di riferimento comune tutta la strumentazione relativa all'argomentazione.
I luoghi comuni sono idee generali, valori, giudizi condivisi dall'uditorio, anche se non sempre in modo consapevole. I luoghi sono l'articolazione di base del tessuto di credenze di una comunità in discussione razionale. Proprio la loro "ovvietà" tende a preservare, nascondendola, l'influenza dei valori e delle credenze di base.
Gli argomenti sono schemi di pensiero, cioè connessione di enunciati premessa ad un enunciato conclusione, attraverso un nesso logico, detto inferenza, che permette tale passaggio. Nel caso dell'argomentazione tali schemi sono composti da enunciati non falsi o veri in ogni contesto e da inferenze anch'esse non applicabili ad ogni contesto. Enunciati e inferenze, nel ragionamento argomentativo, sono quindi "discutibili", cioè sempre sottoponibili a critica razionale.
Le fallacie sono modi di ragionare errati, perché si parte da premesse false, oppure perché si adottano delle inferenze scorrette, oppure perché si producono a sostegno delle proprie tesi argomenti irrilevanti dal punto di vista razionale. Ciò non toglie ampiezza alla diffusione delle fallacie: non sempre si vuole far leva sulla razionalità dell'interlocutore. Talvolta è più semplice puntare sulle emozioni o è più efficace ricorrere all'inganno. In questo ambito propriamente retorico si consuma molta parte della comunicazione contemporanea.

## Gli strumenti dell'argomentazione
Si possono indicare gli strumenti argomentativi distinguendoli in argomenti e fallacie, i primi da utilizzare nella discussione razionale, i secondi da evitare e criticare.

## Gli argomenti pseudo-deduttivi
Gli argomenti pseudo-deduttivi fanno appello ai principi della logica (come il principio d'identità, di non contraddizione e del terzo escluso) e fanno uso di connettivi assai simili a quelli logici (“e”, “o”, “se… allora…”) ma la loro utilizzazione non è rigorosa, né copre tutte le fasi dell'inferenza. Dunque, nonostante le apparenze, l'inferenza non è necessaria.
Sono argomenti di questo tipo:
- Argomento di Pseudo-identità: con questo argomento si introduce una definizione da cui si deriva un'argomentazione volta a collegare identicamente ciò che dev'essere definito (definiendum) e ciò che definisce (definiens). L'identità fra definiendum e definiens in realtà è discutibile, anzi dovrebbe essere giustificata: ecco il motivo del nome “pseudo-identità”.
- Argomento di Incompatibilità:induce a credere che, poste due asserzioni, occorra sceglierne una o rinunciare a entrambe; in altri termini, un'alternativa includente (A vel non-A) è presentata come se fosse escludente (A aut non-A). La disgiunzione esclusiva si basa sul presupposto che sia possibile applicare il principio del terzo escluso. Ma talvolta non è necessario, o non è possibile, applicare tale principio, perché l'alternativa posta non è affatto esclusiva.
- Argomento di Pseudo-contraddizione: con questo argomento si pretende che la tesi dell'avversario violi il principio di non contraddizione (cioè la tesi affermerebbe e negherebbe qualcosa dallo stesso punto di vista e nello stesso tempo), anche se la contraddizione è tutt'altro che certa.
- Argomento di Ritorsione:quest'argomento mostra che proprio colui che reclama il rispetto di una regola si sottrae al dovere di applicarla, o l'applica a sproposito. Sottolineando l'incongruenza fra la regola e il comportamento di chi la propugna, s'intende indebolire la posizione dell'avversario, ritorcendo su di lui quanto egli stesso afferma.
- Argomento di Dilemma: argomento costruito per spingere l'avversario a scegliere tra due (o più) alternative che si escludono o che conducono a un medesimo fine implicante una contraddizione o la medesima, spiacevole conseguenza. È possibile replicare a un dilemma negando che vi siano due sole alternative, negando che le due alternative portino (necessariamente) alle conseguenze previste, oppure con un controdilemma con conseguenze opposte.
- Argomento di Autofagia:variante dell'incompatibilità, applicando senza eccezioni una regola si arriva a distruggerla poiché le sue conseguenze sono in contraddizione con essa.
- Argomento di Pseudo-transitività:argomento pseudodeduttivo costruito sullo schema di transitività: “Se A è in relazione con B, e B in relazione con C, allora A è in relazione con C”. Rappresenta la forma dell'inferenza deduttiva, ma non è detto che la relazione (della conclusione) sussista realmente, per esempio: io (B) potrei avere due amici (A e C) che non sono amici tra di loro.
- Argomento di Tutto e parte: argomento caratterizzato da un uso della relazione di inclusione, nel senso che si sostiene che ciò che vale per il tutto deve valere anche per la parte.
- Argomento di Ad humanitatem:argomento che rimanda a una sorta di uditorio universale, attraverso il ricorso a un quantificatore universale (tutti, nessuno, chiunque, ogni ecc.). L'universalità potrebbe essere solo una pretesa. Si replica a questo argomento verificando (con un controesempio) l'effettiva applicabilità del quantificatore universale e il significato dei termini utilizzati.

## Gli argomenti a priori
Sono detti argomenti a priori quelli che rimandano alla struttura della realtà, vera o supposta tale, e in base a ciò traggono gerarchie, giudizi di valore, conclusioni. Non ricorrono all'esperienza per stabilire la struttura del reale, ma introducono essenze, cause intrinseche, gerarchie accettate e in generale si rifanno a un ordine esistente al di là dell'esperienza.
Sono argomenti di questo tipo:
- Argomento di Essenza: argomento a priori nel quale si presuppone, come giustificazione di un'azione o omissione, un sostrato persistente e permanente, per esempio dell'essere umano, che diventa una proprietà stabile del soggetto di un enunciato. Ciò che si discosta dall'essenza sarebbe di per sé una deviazione, una deformazione, un abuso ecc. L'argomento è efficace se l'interlocutore ammette che qualcosa abbia un'essenza e che questa essenza sia conoscibile. Tuttavia si potrebbe essere in disaccordo su quale sia l'essenza.
- Argomento di Direzione: argomento a priori, affine a quello dell'essenza, nel quale si chiede di valutare attentamente se l'accumulazione di un insieme di compromessi parziali non comporti il rischio di perdere di vista l'obiettivo principale. Si sottolinea con ciò l'importanza di mantenere fermo l'obiettivo precedente giudicando i cambiamenti in funzione di quello.
- Argomento di Propagazione: variante dell'argomento di direzione, mette in guardia l'uditorio sull'evoluzione di certi fenomeni che, per meccanismi propri, tendono a diffondersi. È quindi un avvertimento contro le conseguenze negative
- Argomento di Superamento: opposto all'argomento di direzione, nel quale si sostiene la possibilità di andare sempre più avanti in un processo, accettando arresti e compromessi utili al conseguimento dell'obiettivo. Si sposta in avanti la valutazione del processo in corso, che è inarrestabile. Il presente è sminuito e il futuro è ciò che vi è di desiderabile.
- Argomento di Regola di giustizia: permette l'appello a una regola considerata valida per tutti: ciò che deve essere valido per un caso deve essere valido per tutti i casi simili. Ma l'applicazione ferrea di una regola non costituisce necessariamente un atto di giustizia, per questo le leggi spesso differenziano i casi e le analogie presentano disanalogie.
- Argomento di A fortiori(lett. a maggior ragione): si mostra che alcuni casi particolari fanno parte di un insieme di elementi ordinati gerarchicamente e che, a maggior ragione, le medesime proprietà che valgono per l'insieme valgono anche per essi
- Argomento di Complementarità: ogni volta che si fa un'affermazione, si può affiancare a essa una negazione che funge da nozione complementare. Ogni termine richiede il suo opposto per essere determinato in base alla differenza
- Argomento di Compensazione:argomento basato sul mantenimento di un equilibrio posto come valore in sé, non desunto dall'esperienza, la cui necessità richiederebbe invece di essere dimostrata e le cui alterazioni richiedono interventi di riequilibrio.
- Argomento di Riduzione al superiore: Quando un sistema di qualunque tipo è completamente riducibile ad un altro, se ciò avviene in modo non reciproco, ciò a cui si riduce è superiore a ciò che viene ridotto.
- Argomento di Etimologia: nell'avvalorare una tesi traendo spunto dall'etimologia di un termine che caratterizza quasi essenzialmente il significato del concetto espresso. Ma il ricorso all'etimologia, per quanto suggestivo, non è dimostrativo: non è detto che l'origine dei termini abbia un valore di verità rispetto alle questioni trattate.
- Argomento del Facile: il punto di forza di questo argomento a priori è la maggiore o minore facilità del ragionamento che si desidera avvalorare rispetto a quello che si vuole criticare. La tesi che si sostiene è presentata come preferibile perché più semplice. Sebbene sia anche uno dei criteri di valutazione delle ipotesi scientifiche, tuttavia, la maggiore semplicità di un'ipotesi o di una spiegazione rispetto a un'altra non significa di per sé che tale ipotesi più semplice sia vera e quella più difficile sia per ciò stesso falsa.
- Argomento di Coerenza degli effetti: questo argomento mostra che, in presenza di una causa comune, gli effetti da essa prodotti non possono divergere. La stessa causa, si sostiene, non può produrre effetti contraddittori.

## Gli argomenti a posteriori
Gli argomenti a posteriori si basano sull'esperienza, su regolarità riscontrate, su conseguenze controllabili. Ricorrono a conoscenze acquisite attraverso l'esperienza per trarre da esse forza argomentativa a supporto delle conclusioni. Fatti, regolarità empiriche, situazioni sperimentate servono così per costruire tali tipi di argomenti. Tali argomenti rappresentano il campo di applicazione del pensiero empirico, basato sull'esperienza, sull'osservazione, sulla statistica, sulla realtà oggetto di analisi.
Sono argomenti di questo tipo:
- Induzione
- Metodi induttivi
- Argomento di post hoc: si mira a collegare con un nesso causale due eventi che si susseguono nel tempo. Tuttavia la successione temporale non è una condizione sufficiente per la causalità. Quando questo nesso viene fozato, si cade nella fallacia di post hoc ergo propter hoc.
- Argomento della causa: in presenza di un evento se ne cerca la causa. Essa tuttavia deve essere ragionevole, cioè accettata come possibile dall'interlocutore, e sostenuta da elementi che la rendano preferibile rispetto ad altre possibili cause.
- Argomento dell'effetto: esso ricerca degli effetti a partire da condizioni iniziali. L'argomento vale in funzione della conoscenza che certe condizioni determinano uno specifico effetto.
- Argomento di priorità della causa sull'effetto: si afferma che la causa è prioritaria sull’effetto, non tanto in senso temporale, ma perché vale di più. Ad esempio quando Cartesio afferma che “Ciò che è più perfetto, cioè che contiene in sé più realtà, non proviene da ciò che lo è meno” (Meditazioni metafisiche, III, 3) egli usa questo argomento per giustificare l'esistenza di una idea di perfezione che proviene non dall'uomo, ente imperfertto, ma da qualche altro ente: nel suo caso da Dio.
- Argomento di causa prima: questo argomento presuppone che esista un ordine delle cause che determinano un effetto ultimo. La prima di queste cause diventa causa prima dell’effetto ultimo (vedi Platone, Fedone, 100b-c; Tommaso d’Aquino, Summa theologiae, I, quaest. 2, art. 3). L’argomento, per funzionare, deve ammettere una precisa ontologia, strutturata in livelli successivi e tale per cui il primo sia causa di tutti i successivi. Si ammette inoltre che di tale ordine sia conoscibile il principio. Infine con tale argomento si esclude la possibilità di una concatenazione causale infinita.
- Argomento di proprietà emergente: con esso si afferma che è possibile che da un insieme di cause emerga un effetto che le supera, poiché viene determinato dalle condizioni del sistema a cui si sta facendo riferimento. Un comportamento emergente o proprietà emergente può comparire quando un numero di entità operano in un ambiente, dando origine a comportamenti più complessi e non riducibili alla somma dei propri componenti.
- Argomento a contrario: argomento utilizzato di fronte a una generalizzazione. Con esso si mostra che non viene rispettato quel che prescrive la regola o l'universalizzazione proposta. L'argomento mira a indebolire la generalizzazione di partenza.
- Argumentum ad consequentiam
- Argomento di spreco: di fronte al rischio di cedimenti o compromessi, si valorizza l’obiettivo da ottenere, sottolineando l'impegno richiesto a giungere al punto in cui ci si trova.
- Argomento del superfluo (o Rasoio di Occam)
- Argomento di consolidamento: con tale argomento si mostra che qualcosa di non esistente, a forza di venir ribadito, si consolida e diventa reale. È un argomento che cerca di frenare la tendenza al formarsi di luoghi comuni.

## Gli argomenti strutturali
Gli argomenti strutturali si basano su una similitudine fra strutture: ciò che viene affermato in un ambito si proietta in un altro ambito, costruendo relazioni, esemplificazioni, gerarchie.
Sono argomenti di questo tipo:
- Analogia
- Argomento di paragone: si tratta di un argomento che precisa una analogia. Attraverso il confronto tra i due ambiti in gioco si ha di mira una valutazione che privilegia l'uno sull'altro.
- Argomento di doppia gerarchia: consiste in una correlazione tra i termini di una gerarchia ammessa e quelli di una gerarchia discussa: esso esprime un'idea di proporzionalità tra ordini diversi.

## Gli argomenti pragmatici
Gli argomenti pragmatici sono ragionamenti in cui si porta l'attenzione sulla coerenza tra atti e detti: l'interlocutore sostiene una tesi che, tuttavia, può essere messa a confronto - per lo più critico - con il suo comportamento o con quello di altri a cui egli assegna valore. 
Sono argomenti di questo tipo:
- Argomento ad hominem: l'argomento ad hominem (letteralmente relativo all'uomo, cioè a chi lo espone) si concentra sul fatto che ogni oggetto di argomentazione è una credenza o una verità che "qualcuno ammette". Valuta quindi il rapporto esistente tra la tesi e chi la enuncia.
- Modello: è usato quando un particolare comportamento serve a stabilire una regola, a giustificare un generale modo di agire.
- Esempio: l'argomento serve a indurre ad accettare una legge, una regola, una generalizzazione, a partire da casi particolari o dalla probabile ripetizione di casi simili a quello utilizzato.
- Argomento di illustrazione: L’illustrazione, diversamente dall'esempio, serve a rafforzare l’adesione a una generalizzazione che l’interlocutore già condivide.
- Argomento di autorità: per quanto criticato, è un argomento molto utilizzato, con cui si avvalora una tesi ricorrendo all'autorevolezza di chi la enuncia.
- Argomento del sacrificio: si avvalora una tesi mostrando che, per sostenerla, si è disposti a perdere molto.

## Fallacie deduttive
Le fallacie deduttive sono errori nel ragionamento prodotti da un'inferenza errata, cioè dalla violazione di una regola logica. In senso più generale tra le fallacie deduttive si possono classificare anche gli errori nella definizione dei termini utilizzati.
Sono fallacie di questo tipo:
- Fallacie sillogistiche: Le fallacie sillogistiche derivano da un errore nell'applicazione delle regole del sillogismo: Quaternio terminorum, Trattamento illecito del termine (maggiore o minore), medio incluso, Premesse negative, Premesse affermative e conclusione negativa, premesse particolari, fallacia del peggiorativo.
- Fallacia di affermazione del conseguente: L'affermazione del conseguente è un'errata applicazione del modus ponens, che nella forma corretta si esprime come [(p -> q) ^p] -> q.. Invece, con la l'affermazione del conseguente, si afferma erroneamente che [(p -> q) ^q] -> p.
- Fallacia di negazione dell'antecedente: La negazione dell’antecedente è un'errata applicazione del modus tollens, cioè di [(p -> q) ^ ¬q] -> ¬p. Si afferma, in modo fallace, che [(p -> q) ^ ¬p] -> ¬q
- Fallacia di autocontraddittorietà: Con questa fallacia (detta anche delle premesse contraddittorie) si utilizzano due premesse che tra loro sono contraddittorie.

## Fallacie di definizione
Queste fallacie sono errori prodotti da una cattiva definizione dei termini. Essa si trascina nel ragionamento producendo l’errore nella conclusione.
- Definizione troppo ampia: la definizione troppo ampia include elementi che dovrebbero essere esclusi.
- Fallacia di definizione troppo stretta questa definizione esclude elementi che dovrebbero essere inclusi.
- Fallacia di definizione oscura: la definizione utilizzata per chiarire il significato di un termine è più oscura del termine da definire.
- Fallacia di definizione circolare (circulus in definiendo, o diallellon): si ha una fallacia di definizione circolare quando, per definire un termine, si usa una locuzione nella quale ricorre proprio il termine da definire.
- Fallacia di definizione autocontraddittoria: la definizione è autocontraddittoria se afferma e nega contemporaneamente la stessa cosa.
- Fallacia di ambiguità (equivocazione): in questa fallacia si utilizza due volte la stessa parola con due significati differenti.

## Fallacie pseudo-deduttive
Le fallacie pseudo-deduttive sono errori nel ragionamento di ambito genericamente logico, dovuti a una cattiva organizzazione del materiale inferenziale, ad un uso scorretto degli operatori logici, ad una semplificazione eccessiva degli elementi probatori, a una cattiva distribuzione dei predicati.
Sono fallacie di questo tipo:
- Fallacia di falsa disgiunzione: in questa fallacia le premesse dell'argomento presentano un numero limitato di scelte (di solito due), mentre le alternative possibili sono di più. Ovvero, si ha una falsa disgiunzione quando si fa un uso scorretto del connettivo "o", inteso quale aut… aut…, quand’invece è da intendersi come vel… vel…
- Fallacia di falso dilemma: si costruisce un ragionamento in cui appare un dilemma che, in realtà, non si dà in questa forma.
- Fallacia di ad ignorantiam: si suppone che finché una asserzione non è stata mostrata falsa (vera), è vera (falsa). Ma la mancanza di un argomento che confuti un enunciato A non ne dimostra la verità, come d’altra parte la mancanza di un argomento a riprova di A non ne dimostra la falsità.
- Fallacia di domanda composta (plurium interrogatio): in questo caso pone una domanda che nasconde una seconda questione annidata nella prima, ma si pretende un'unica risposta.
- Fallacia di questione complessa: si utilizza questo argomento fallace per persuadere l’uditorio ad accettare o rifiutare insieme due enunciati indebitamente congiunti, soprattutto nel caso in cui uno sia accettabile, l’altro no.
- Fallacia di conclusione irrilevante (ignoratio elenchi): si argomenta una conclusione diversa da quella che avrebbe dovuto essere raggiunta.
- Fallacia di composizione 1: Si attribuiscono certe proprietà delle parti al tutto.
- Fallacia di composizione 2: ciò che può esser predicato in senso distributivo (come quando si dice "Tutti gli uomini sono mortali", intendendo "tutti i singoli uomini") è predicato in senso collettivo (come quando si dice "Gli uomini sono numerosi", intendendo la somma degli uomini presenti sulla Terra).
- Fallacia di distinzione 1: le proprietà del tutto sono attribuite alle singole parti.
- Fallacia di distinzione 2: si passa da ciò che può essere predicato collettivamente a ciò che non può essere predicato distributivamente.
- Fallacia di uomo di paglia: si attacca un soggetto diverso, o più debole, di quello che si dovrebbe attaccare.
- Fallacia di assenza di explanandum: la spiegazione è fallace se l'explanandum non è formulato correttamente, o se la sua verità non copre la generalità dei casi.

## Fallacie a priori
Le fallacie apriori sono prodotte più dal tipo di premesse assunte che dal tipo di inferenza adottata. Sono fallacie relative ad un quadro di valori, credenze, principi, gerarchie, spiegazioni... che si pretende accettate dall'uditorio mentre non lo sono.
Tra queste fallacie si possono annoverare anche quelle legate alla cattiva spiegazione di problemi o alla cattiva interpretazione dei termini, un modo diverso per affermare lo stesso errore, cioè ritenere valido un principio (esplicativo o interpretativo) mentre non lo è o non lo è per tutti.
Sono fallacie di questo tipo:
- Fallacia di petizione di principio (circulus in probando, diallellus): la conclusione è semplicemente una riformulazione delle premesse in una forma leggermente differente. Nei casi più complessi, la premessa è presentata come una conseguenza della conclusione.
- Fallacia di regresso all'infinito: la conclusione è una riformulazione a un livello superiore del livello in cui è formulata una premessa.
- Fallacia di transitus de genere ad genus: si attribuisce a un elemento, appartenente a una certa classe, una proprietà che non gli è propria.
- Fallacia di fallacia d'accidente: si applica un principio universale a una situazione in cui è inapplicabile.
- Fallacia di falsa etimologia: per sostenere una tesi (eventualmente anche corretta) si ricorre a un'etimologia errata.
- Fallacia di explanans ad hoc: L'explanans non indica nient'altro che il fenomeno stesso.
- Fallacia di explanandum minato: si fa un uso scorretto di un explanandum formulato correttamente, per esempio, estendendo indebitamente il suo campo di definizione.

Fallacie di interpretazione
- Fallacia di anfibolia: è una fallacia che si manifesta quando la costruzione linguistica di un enunciato consente due diverse interpretazioni.
- Fallacia di accento: ponendo l'accento su un termine particolare di un enunciato, si suggerisce un'interpretazione dell'enunciato diversa da quella letterale.
- Fallacia di linguaggio pregiudizievole: alcuni termini di un enunciato sono connotati emotivamente per suggerire un giudizio di consenso o dissenso.
- Fallacia di espressione prevalente sul contenuto: l'argomento (o la persona che argomenta) vengono presentati in modo da orientare un giudizio o una decisione.

## Fallacie a posteriori
Le fallacie aposteriori sono relative ad un uso indebito di dati, fatti, situazioni impropriamente considerate rappresentative, cause ed effetti individuati per illustrare nessi o per fornire delle spiegazioni.
Sono fallacie di questo tipo:
- Fallacia di generalizzazione indebita (a dicto secundum quid, ad dictum simpliciter): si generalizza qualcosa senza distinzioni, in base alla circostanza che quel qualcosa si è dato in un caso particolare.
- Fallacia di generalizzazione indebita (enumeratio imperfecta, ab uno descendet omne): Il numero degli elementi considerati è troppo esiguo per giustificare la conclusione.
- Fallacia di esempio non rappresentativo: Il numero degli elementi considerati è troppo esiguo per giustificare la conclusione.
- Fallacia d'accidente converso: Si generalizza ciò che vale solo in circostanze particolari.
- Fallacia di controevidenza: La conclusione di un ragionamento induttivo valido è negata, malgrado l’evidenza del contrario.
- Fallacia di esclusione: Un'informazione che comprometterebbe un'inferenza induttiva viene - deliberatamente o inconsapevolmente - omessa.

Fallacie causali
- Fallacia di correlazione casuale (post hoc ergo propter hoc): si dà per scontato che, se l’evento B si manifesta dopo l’evento A, allora A sia la causa e B sia l’effetto.
- Fallacia di effetti congiunti: Si ritiene che un evento sia causa di un altro mentre, invece, entrambi sono effetto di una causa comune.
- Fallacia di irrilevanza causale: Un evento che potrebbe essere concausa di un certo effetto, ma la cui portata è irrilevante, viene presentato come la causa principale.
- Appello alle conseguenze negative (pendio sdrucciolevole): L’argomento pretende di corroborare la verità di un enunciato mostrando le conseguenze negative che deriverebbero dal metterne in dubbio la verità.
- Fallacia di explanans non controllabile: L'explanans con cui si spiega perché avvengono certi fenomeni non può essere controllato

## Fallacie strutturali
Le fallacie strutturali sono prodotte da una forzatura nel cercare corrispondenze di struttura tra ambiti, problemi, processi, fatti... diversi.
Sono fallacie di questo tipo:
Fallacia di falsa analogia: In un’analogia, due elementi, A e B, sono presentati come simili per il fatto di avere in comune una proprietà. Ma un’analogia non può avere estensione illimitata e, soprattutto, non può fondarsi sulla condivisione di una sola proprietà.
Esempio:
•Dio è invisibile
•la coscienza è invisibile
•la coscienza esiste 
Conclusione: 
Dio e la coscienza sono analoghi.→Dio esiste
Spiegazioni dell'invalidità del ragionamento:
L'Analogia per definizione non implica l'equivalenza dei due termini ed inoltre non può fondarsi su una singola proprietà infatti nell'esempio sopra Dio e la coscienza condividono una proprietà (l'essere invisibile), ma la coscienza non è analoga al primo perché contrariamente a questo essa necessitá di un corpo per esistere, dunque si comporta in un modo completamente diverso.

## Fallacie pragmatiche
Le fallacie pragmatiche nascono dalla forzatura che si opera nel collegare l'argomento proposto con il soggetto che lo sostiene, o lo confuta. Si eccede nel collegare detto e atto, eludendo la giustificazione razionale che dovrebbe essere data, o impedendo che essa si manifesti appieno.
Sono fallacie di questo tipo:
- Fallacia di argumentum ad baculum: Con questa fallacia (del "bastone") l’interlocutore viene informato che seguiranno spiacevoli conseguenze se non sarà d'accordo con quanto proposto. Si sostituisce cioè una minaccia all'argomento.
- Fallacia di argumentum ad verecundiam: Si utilizza un’autorità per sostenere una posizione ma essa non è tale in riferimenti all'ambito citato.
- Fallacia di argumentum ad misericordiam: L’interlocutore viene spinto ad accettare un enunciato in considerazione di un qualche stato compassionevole.
- Fallacia di argumentum ad judicium: Si argomenta intorno alla verità o falsità di un enunciato facendo appello al fatto che esso è giudicato tale da un gruppo estremamente vasto di persone, o da settori particolarmente influenti della popolazione.
- Fallacia di argumentum ad populum: Si argomenta intorno alla verità o falsità di un enunciato facendo appello al sentimento popolare. È una variante più specifica della fallacia di argumentum ad judicium.
- Fallacia di argumentum ad personam: Invece di valutare l’argomento, si critica la persona che lo espone. Ciò può avvenire in modi diversi:
  - abusivo: invece di ribattere un'asserzione, si attacca la persona che l’ha fatta.
  - circostanziale: invece di attaccare un'affermazione, ci si sofferma sul rapporto tra il suo proponente e le circostanze in cui questi si trova.
  - tu quoque: si attacca il proponente sottolineando come egli stesso non metta in pratica ciò che sostiene.
- Fallacia di ridicolo: Si mostra l'effetto comico che nasce dall'incoerenza tra detti e fatti.

## Sitografia
Riviste tematiche 
- Argumentation
- Informal Logic
- Argumentation and Advocacy
- Argumentation, Rhetoric, Interpretation
- Argumentation et Analyse du Discours
- Diogene. Filosofare Oggi
- Fallacy Files

Associazioni di teoria dell'argomentazione
- ERGO - Associazione italiana di teoria dell'argomentazione
- ISSA – International Society for the Study of Argumentation
- OSSA – Ontario Society for the Study of Argumentation
- IADA - International Association for Dialogue Analysis
- IDEA – international debate education association
- IASC – International Association fot the Study of Controverses
- CRARR – Centre for Research in Reasoning, Argumentation & Rhetoric
- ADARR– Analyse du Discourse, Argumentation et Rhétorique
- GRAL – Groupe de Recherche en Rhétorique et en Argumentation Linguistique